# شرطة مانشستر الكبرى
شرطة مانشستر الكبرى (Greater Manchester Police) هي قوة شرطة محلية مسئولة عن إنفاذ القانون داخل المنطقة الحضرية لمانشستر الكبرى في شمال غرب  إنجلترا.
وهي خامس أكبر خدمة شرطة في  المملكة المتحدة بعد خدمة شرطة العاصمة، وشركة سكوتلاندا، وخدمة شرطة أيرلندا الشمالية، وشرطة غرب ميدلاندز. كما أنها ثالث أكبر قوة شرطة في إنجلترا وويلز.
يقع مقرها في سنترال بارك في شارع نورثامبتون في منطقة نيوتن هيث في مانشستر.